# Area naturale marina protetta Tavolara - Punta Coda Cavallo
L'area naturale marina protetta Tavolara - Punta Coda Cavallo (in sardo: Aréa naturale marina protegida Tavulara - Punta Coda de Caddu, in gallurese: Arèa naturali marina prutetta Taulara - Punta Coda di Cavaddu) è un'area marina protetta istituita nel 1997 con decreto del Ministero dell'ambiente. L'ente gestore ha sede a Olbia, provincia di Sassari. L'ente di gestione è il Consorzio tra Comuni di Olbia, San Teodoro e Loiri Porto San Paolo.
L'area si estende da capo Ceraso all'Isola Ruia, a sud di capo Coda Cavallo, includendo anche le isole di Molara e Molarotto. Nel 2007 l'area marina protetta è stata riconosciuta come area ASPIM (area specialmente protetta d'importanza mediterranea).

## Territorio

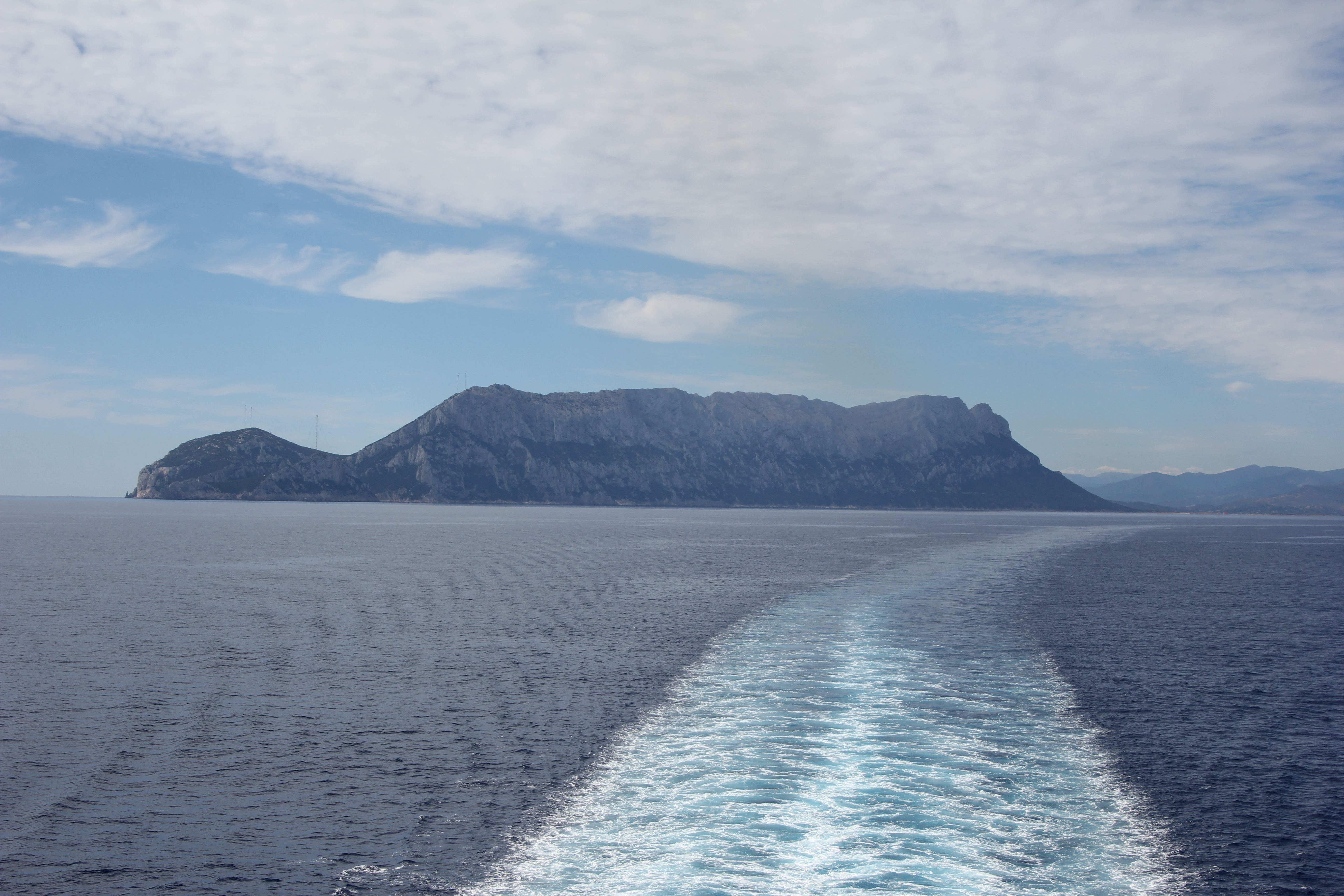
Isola di Tavolara - lato nord

L'area, che occupa 76,09 km di costa e 15.357,00 ettari di mare, è stata divisa in tre zone di salvaguardia, dette A, B e C. In tutte e tre le zone è fatto divieto di navigazione libera, caccia o cattura della fauna, la pesca subacquea e le immersioni se non diversamente specificato. In ogni caso sono vietate le attività subacquee che richiedano un contatto con il fondale, e inoltre è vietato l'àncoraggio delle imbarcazioni.
All'interno dell'area naturale si trovano lo stagno di San Teodoro, sito di interesse comunitario (SIC - codice IT010010) e la zona di protezione speciale (ZPS) "Isola di Tavolara, Molara, e Molarotto" della rete Natura 2000.

### Zona A
La zona A (Riserva Integrale) comprende nell'isola di Tavolara la zona a sud di Cala di Levante, Punta del Papa e Punta del Passo Malo, nell'isola Molarotto l'area marina circostante.
Nella zona A l'ambiente è conservato integralmente e sono consentite solo attività di soccorso e ricerca scientifica autorizzate dal soggetto gestore. La balneazione è vietata. Le immersioni subacquee sono consentite solo se accompagnate e su percorsi guidati e tenendo conto della necessità di conservazione ambientale.

### Zona B
La zona B (Riserva Generale) comprende il tratto di mare compreso tra Capo Ceraso e la caletta Sa Enas Appara, il tratto di mare tra Coda dellu Furru e Punta di Tamerigio, sull'isola Tavolara alcuni tratti di mare, il tratto di mare attorno all'isola di Molara.
Tale zona è caratterizzata da vincoli più larghi: la pesca professionale è consentita (regolamentata) solo ai pescatori professionali residenti nei comuni di Olbia, Loiri Porto San Paolo e San Teodoro, non è consentita la pesca sportiva e ricreativa; l'immersione subacquea con autorespiratore ad aria è consentita ai diving center e ai privati autorizzati, mentre è liberamente consentita l'attività subacquea in apnea e la libera balneazione.

### Zona C
La zona C (Riserva Parziale) si estende per il restante tratto di mare dell'area.
Ulteriori attività sono consentite e l'attività subacquea e la balneazione è libera, a parte specifiche limitazioni per la salvaguardia dell'ambiente. La pesca sportiva è consentita (comunque regolamentata) ai residenti e non.

## Subacquea

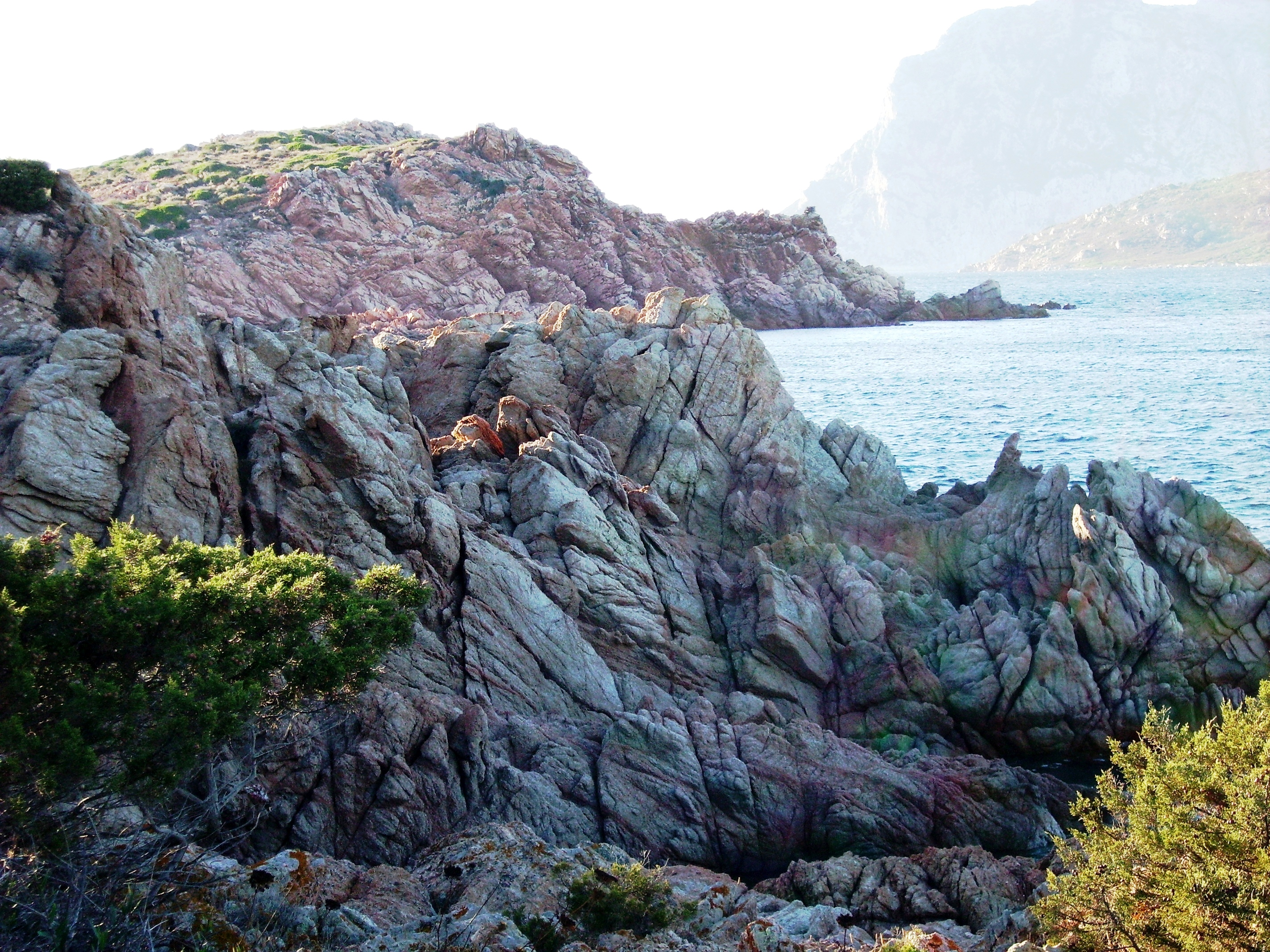
Capo Coda Cavallo - scogliera

La riserva riveste un grande interesse per la subacquea, con svariati punti di immersione di interesse naturalistico. Nella zona A, a meno di permessi speciali, le immersioni sono proibite. Nella zona B l'immersione subacquea è consentita ai diving center e ai privati autorizzati, mentre sono proibite, a meno di autorizzazione, le immersioni notturne. Nella zona C vengono praticate ulteriori concessioni.

### Punti di immersione
- Secca del Papa
A circa 15 metri di profondità, caratterizzata dalla grande abbondanza[5] di castagnole in mezzo a margherite di mare, gorgonia bianca, gialla, rossa e alcionari. Le cernie brune sono abbondanti.
- Tedja liscia
Fondale caratterizzato da massi ricoperti da margherite di mare e spugne incrostanti. In profondità si trova abbondante la Eunicella cavolinii, e spicca tra gli altri molluschi un esemplare di Pinna nobilis di quasi un metro di dimensione[5].
- Secca di Punta Arresto
Da solo 3 fino ai 36 metri, con un fondale sabbioso ricco di Posidonia oceanica e da spirografi.

## Fauna
La riserva ospita un ricco contingente di erpetofauna comprendente la raganella sarda (Hyla sarda), i sauri Euleptes europaea, Hemidactylus turcicus, Algyroides fitzingeri, Podarcis sicula, Podarcis tiliguerta, Chalcides chalcides e Chalcides ocellatus, i colubridi Natrix maura e Hierophis viridiflavus e le testuggini Emys orbicularis, Testudo hermanni e Testudo marginata,